# 설련화
《설련화》(雪蓮花)는 2015년 11월 11일에 SBS에서 방영된 특집 드라마이다.
이 드라마는 루시드 드림(자각몽), 즉 꿈을 꾸는 도중에 스스로 꿈임을 인지하고 꾸는 꿈을 소재로, 매일 같은 전생의 꿈을 꾸는 두 남녀의 운명적인 사랑 이야기를 다루었다.

## 등장 인물

### 주요 인물
- 지진희 : 이수현 / 양산백 역
- 이지아 : 한연희(한연우) / 축영대 역
- 안재현 : 마문재 역 - 영대의 정혼자
- 최민 : 강태주 역 - 연희를 짝사랑하는 학교 선배
- 서지혜 : 최유라 역 - 수현의 약혼녀

### 그밖의 인물
- 김민희 : 한강희 역 - 연희의 언니이며 꿈 속 영대의 몸종
- 미상 : 남동철 역 - 수현의 비서
- 지유 : 홍 실장 역
- 김도진 : 팀원1 역
- 김정은 : 팀원2 역

## 시청률
| 회차 | 방송일자         | 시청률   | 시청률 |
| 회차 | 방송일자         | AGB 닐슨 | TNmS   |
| ---- | ---------------- | -------- | ------ |
| 1화  | 2015년 11월 11일 | 5.8%     | 4.6%   |
| 2화  | 2015년 11월 11일 | 3.4%     | 2.6%   |